# 楊王孫
楊王孫（?—?），漢武帝時代人物，倡导裸葬。王孫是字，名貴，京兆人。
楊王孫学习黄老之術，家有千金，善于自奉养生。得病将死之时，对儿子说，自己死後，不设棺椁，把尸体用布袋装上葬到地下七尺，然后把布袋从脚下取出，让尸体完全处于土中。儿子想不听，但违背父命，听从父亲命令又不忍心，于是告诉了楊王孫的友人祁侯。
祁侯给楊王孫写信，说如果死者有知，将裸见先祖，他感觉不合适。楊王孫说，現代礼制厚葬太過，自己裸葬就是矯正世风。厚葬財物在地下腐烂，又有盗墓让尸体暴露野外。祁侯被说服，楊王孫死后真的就裸葬了。

## 延伸阅读
[在维基数据编辑]
 《漢書·卷067》，出自班固《漢書》